# Kostchef
Som kostchef har man ansvar för såväl stora som små uppgifter gällande matlagningen i storkök, vid till exempel ett sjukhus, ett skolområde eller en mindre kommun. Uppgifterna kan innefatta saker så som att:
- Komponera och planera matsedlar.
- Ansvara för utvecklingsarbetet och ekonomin.
- Ansvara för de anställda, och i de flesta fall även rekrytera och utbilda personal.
- Skapa gemenskap, engagemang och sammanhållning medarbetare emellan.
- Leda sina kollegor till ett mer strukturerat och effektivare sätt att framställa bättre mat.[1]

## Utbildning
För att bli kostchef krävs en treårig utbildning på kostvetarprogrammet, omfattande 180 högskolepoäng. Det första året läser man ett basblock i kostvetenskap som bland annat innefattar livsmedelskemi, näringslära, livsmedelsvetenskap, samt kost- och folkhälsa. Under den avslutande terminen får man tillsammans med sina studiekamrater bedriva en utbildningsrestaurang och ansvara för allt som hör därtill, som inköp, ekonomi, ledarskap, logistik, måltidsplanering.

## Framtid
De flesta kostchefer är idag anställda inom den offentliga måltidssektorn, men ständigt ökar behovet av kostchefer och kostekonomer även inom privata företag och livsmedelsindustrin.